# Notação E-Z
Notação E-Z, ou convenção E-Z, relacionada à configuração E-Z, é o método preferido IUPAC de descrever a estereoquímica absoluta de ligações duplas em química orgânica. É uma extensão da notação cis/trans (a qual somente descreve a estereoquímica relativa) que pode ser usado para descrever ligações duplas com dois, três ou quatro substituintes.
Seguindo as regras de prioridade Cahn–Ingold–Prelog (regras CIP), cada substituinte em uma ligação dupla recebe uma prioridade.
Se os dois grupos de maior prioridade estiverem em lados opostos da ligação dupla, a ligação é assinalada como configuração E (de entgegen, alemão: [ɛntˈɡeːɡən], a palavra alemã para "oposto"). 
Se os dois grupos de maior prioridade estiverem no mesmo lado da ligação dupla, a ligação é assinalada como configuração Z (de zusammen, alemão: [tsuˈzamən], a palavra alemã para "junto").
|               |  |               |
| (E)-But-2-eno |  | (Z)-But-2-eno |

As letras E e Z são convencionalmente impressas em itálico, entre parênteses, e separadas do resto do nome com um hífen. São sempre impressas como maiúsculas completas (não em letras maiúsculas ou minúsculas) mas não se escreve a primeira letra do nome pelas regras de maiúsculas em inglês (como no exemplo acima). 
Outro exemplo: As regras CIP atribuem uma maior prioridade ao bromo do que ao cloro, e uma maior prioridade ao cloro do que ao hidrogênio, de onde a seguinte nomenclatura (possivelmente contra-intuitivo).
|                              |  |                              |
| (E)-1-Bromo-1,2-dicloroeteno |  | (Z)-1-Bromo-1,2-dicloroeteno |

Alitretinoína

Para moléculas orgânicas com múltiplas ligações duplas, às vezes é necessário indicar a localização para cada símbolo E ou Z. Por exemplo, o nome químico do alitretinoína é (ácido 2E,4E,6Z,8E)-3,7-dimetil-9-(2,6,6-trimetil-1-cicloexenil)nona-2,4,6,8-tetraenóico, indicando que os alquenos iniciando nas posições 2, 4 e 8 ão E enquanto aquele iniciando na posição 6 é Z.